# Tzi Ma

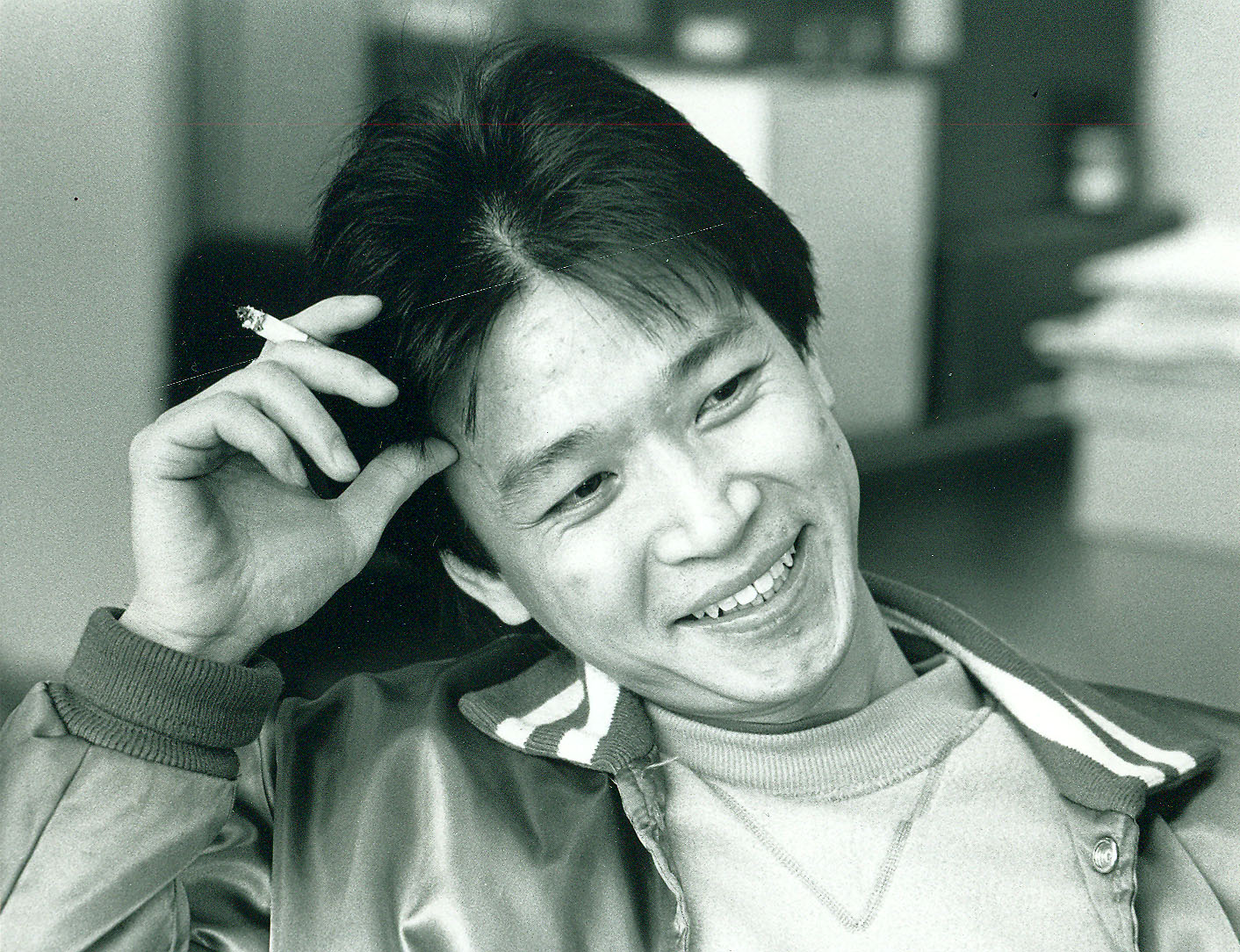
Tzi Ma in de eind van de jaren '70

Tzi Ma (Hongkong, 10 juni 1962) is een Chinees/Amerikaans acteur.

## Biografie
Ma is geboren in Hongkong in een gezin met acht kinderen en groeide op in New York. Hij spreekt vloeiend Engels, Mandarijn en Kantonees. Ma is in 1994 getrouwd.

## Filmografie

### Films
Selectie:
- 2020  Mulan - als vader van Mulan
- 2019 The Farewell - als Haiyan Wang
- 2016 Arrival - als generaal Shang
- 2012 The Campaign – als Mr. Zheng
- 2007 Battle in Seattle – als gouverneur
- 2007 Rush Hour 3 – als ambassadeur Han
- 2002 The Quiet American – als Hinh
- 1998 Rush Hour – als ambassadeur Han
- 1997 Red Corner – als Li Cheng
- 1997 Dante's Peak – als Stan
- 1990 RoboCop 2 – als Tak Akita
- 1986 The Money Pit – als Hwang
- 1981 They All Laughed – als ??

### Televisieseries
Uitgezonderd eenmalige gastrollen.
- 2021 - 2023 Kung Fu - als Jin Shen - 39 afl.
- 2020 Bosch - als Brent Charles - 2 afl.
- 2018 - 2019 Star Wars Resistance - als Hamato Xiono (stem) - 2 afl.
- 2019 Wu Assassins - als mr. Young - 6 afl.
- 2016 - 2019 Veep - als Lu Chi-Jang - 4 afl.
- 2018 Silicon Valley - als Yao - 3 afl.
- 2016 The Man in the High Castle - als generaal Onada - 6 afl.
- 2013 - 2016 Once Upon a Time - als The Dragon - 3 afl.
- 2014 - 2015 Satisfaction - als zenmeester - 9 afl.
- 2015 Hell on Wheels - als Tao - 6 afl.
- 2014 24: Live Another Day - als Cheng Zhi - 3 afl.
- 2007 – 2013 American Dad! – als Bah Bah (stem) - 3 afl.
- 2011 True Justice – als Chen – 2 afl.
- 2005 – 2007 24 – als Cheng Zhi – 13 afl.
- 2006 Commander in Chief – als Chinese ambassadeur – 2 afl.
- 2001 Gideon's Crossing – als dr. To – 2 afl.
- 1994 – 2001 NYPD Blue – als rechercheur Harold Ng – 3 afl.
- 1996 – 2000 Nash Bridges – als Jimmy Zee – 3 afl.
- 2000 City of Angels – als dr. Henry Lu – 3 afl.
- 1998 – 1999 Martial Law – als Lee Hei – 5 afl.
- 1989 – 1991 MacGyver – als Wing Lee – 2 afl.
- 1990 Yellowthread Street – als rechercheur Eddie Pak – 6 afl.

- Gemeinsame Normdatei: 1061824055
- International Standard Name Identifier: 0000 0004 4883 7723
- Library of Congress Control Number: n97842480
- MusicBrainz: 1b5b0a09-2099-4376-8da5-154d9ec84942
- Nationale Bibliotheek van Tsjechië: xx0076480
- Nationale Bibliotheek van Israël: 987007327151405171
- Système universitaire de documentation: 249235722
- Virtual International Authority File: 85801155
- WorldCat: E39PBJfcJBRyWyDR7YvHrjVjYP